# Jefferson Tarifa
Jefferson Tarifa (Maicao, La Guajira, Colombia, 10 de julio de 1996) es un futbolista colombiano. Juega como centrodelantero y su equipo actual es CD Broncos de la Liga de Ascenso de Honduras.

## Trayectoria

### Millonarios F.C.
Llegó a Millonarios en el año 2013 después de haber estado en las categorías inferiores del Valledupar Fútbol Club. En las divisiones inferiores del club albiazul terminó su proceso de formación. Su estilo de juego es de diagonales y potencia. Tiene como jugador de referencia a Dorlan Pabón.
Tarifa fue el segundo goleador de Millonarios en el Campeonato Sub-20 2015 con 17 goles anotados. En dicho torneo fue uno de los jugadores más destacados. Ante la renuncia del jugador paraguayo Christian Ovelar fue ascendido al equipo profesional de Millonarios en abril de 2016.
Debutó como profesional, a los 19 años de edad el miércoles 4 de mayo de 2016 en el partido que Millonarios empató 0-0 con Equidad Seguros en el Estadio Metropolitano de Techo en cumplimiento de la sexta fecha de la Copa Colombia 2016.
El técnico uruguayo Rubén Israel le dio la oportunidad de debutar reemplazando a Yulián Mejía al minuto 84 del partido.
Debutaría en la Categoría Primera A el 5 de septiembre en el empate a un gol como visitantes frente a Deportivo Pasto, entrando al minuto 66 por Ayron del Valle.

## Clubes
| Club        | País     | Temporadas      |
| ----------- | -------- | --------------- |
| Millonarios | Colombia | 2016 - 2021     |
| CD Broncos  | Honduras | 2021 - presente |

## Estadísticas
| Club                   | Temporada           | Liga  | Liga  | Copa Nacional | Copa Nacional | Copa Internacional | Copa Internacional | Total | Total | Prom. · |
| Club                   | Temporada           | Part. | Goles | Part.         | Goles         | Part.              | Goles              | Part. | Goles | Prom. · |
| ---------------------- | ------------------- | ----- | ----- | ------------- | ------------- | ------------------ | ------------------ | ----- | ----- | ------- |
| Millonarios · Colombia |                     |       |       |               |               |                    |                    |       |       |         |
| 2016                   | 1                   | 0     | 1     | 0             | 0             | 0                  | 2                  | 0     | 0,00  |         |
| Total                  | 1                   | 0     | 1     | 0             | 0             | 0                  | 2                  | 0     | 0,00  |         |
| Total en su carrera    | Total en su carrera | 1     | 0     | 1             | 0             | 0                  | 0                  | 2     | 0     | 0,00    |